# 貝爾獎
IEEE亚历山大·格雷厄姆·貝爾獎章（IEEE Alexander Graham Bell Medal）表彰對於“電信領域的通信科學和工程“做出傑出貢獻的科學家。貝爾獎是電機電子工程師學會所頒發的最高榮譽 。
貝爾獎章由電機電子工程師學會（IEEE）於1976年設立，紀念亞歷山大·格雷厄姆·貝爾發明電話一百週年 。

## 得主
貝爾獎得獎者列表如下:

| - 1976 小阿莫斯·E·喬爾, 威廉·凱斯特, 雷蒙·W·凱區萊奇 - 1977 埃伯哈特·瑞汀 - 1978 M·羅伯特·亞倫, 約翰·S·梅奧, 埃里克·E·薩姆納 - 1979 A·克里斯蒂安·雅各貝烏斯 - 1980 理查德·R·胡弗 - 1981 大衛·斯萊皮安 - 1982 哈羅德·A·羅森 - 1983 斯蒂芬·O·莱斯 - 1984 安德魯·維特比 - 1985 高錕 - 1986 巴納德·威德羅 - 1987 喬爾·S·恩格爾, 理查德·H·弗倫克爾,小威廉·C·雅克斯 - 1988 羅伯特·梅特卡夫 - 1989 傑拉德·阿什, 比利·奧利佛 - 1990 保羅·巴蘭 - 1991 蔡平·卡特勒, 約翰·O·利布, 阿倫·內拉瓦利 - 1992 詹姆斯·L·梅西 - 1993 唐納德·C·考克斯 - 1994 豬瀨博 - 1995 厄文·馬克·雅各布 - 1996 關本忠弘 - 1997 文頓·瑟夫、羅伯特·卡恩 | - 1998 理查德·E·布拉俞特 - 1999 大衛·G·梅塞施密特 - 2000 弗拉基米爾·A·科捷利尼科夫 - 2001 未頒獎 - 2002 中原恒雄 - 2003 約阿希姆·哈格瑙爾 - 2004 未頒獎 - 2005 吉姆·K·奧穆拉 - 2006約翰·沃森克拉夫特 - 2007 諾曼·艾布拉姆森 - 2008 傑拉德·J·福斯基尼 - 2009 羅伯特·麥克利斯 - 2010 約翰·奇歐菲 - 2011 阿羅蓋斯瓦米·保羅拉吉 - 2012 莱昂纳多·克莱洛克 - 2013 安德魯·闊派維, 羅伯特·塔克 - 2014 戴瑞奇·迪芙沙拉 - 2015 法蘭克·凱利 - 2016 羅伯托·帕多瓦尼 - 2017 H·樊尚·波爾 - 2018 南畢拉真·沙夏最 - 2019 孟懷縈 |

## 外部連結
- IEEE Alexander Graham Bell Medal Recipients （页面存档备份，存于）